# James R. Wynne
James R. "Jim" Wynne, född 1929 i Dayton i Ohio i USA, död 21 december 1990 i Miami, var en amerikansk båtkonstruktör och racerbåtförare.
Jim Wynne började tävla med racerbåtar i skolåldern. Han utbildade sig till ingenjör i mekanik på University of Florida och på Massachusetts Institute of Technology. Han arbetade därefter som överingenjör på Kiekhaefer Corporation med ansvar för utprovning av företagets Mercury utombordsmotorer i Wisconsin och Florida fram till 1958. 
Jim Wynne arbetade med V-skrovskonstruktioner för fritidsmotorbåtar och med inu-drev. Han utvecklade inu-drevet tillsammans med Charles Strang genom att kombinera en inombordsmotor med ett utbordardrev. Han samarbetade med Volvo Penta om tillverkning av detta, vilket resulterade i lansering av Aquamatic 1959. Han har också konstruerat bland annat den första turbindrivna båten Thunderbird 1965 och den första båten i produktion för Don Aronow.
År 1958 korsade han med en Coronet 21 Explorer motorbåt med två utombordsmotorer Atlanten från Köpenhamn till New York tillsammans med den danske båtbyggaren Ole Botved och den svenske sjökaptenen Sven-Erik Örjangård (1921–2006). Det var den första turen av det slaget med en motorbåt med utombordsmotor och tog elva dagar.
År 1964 blev Jim Wynne den förste världsmästaren i offshoretävlingen Class 1 World Powerboat Championship, och också världsmästare två år senare, i egenkonstruerade båtar med motorer från Daytona Marine Engine Corporation. Han etablerade 1965 konstruktionsfirman Wynne Marine, Inc., som arbetade med racerbåtar, yachts och yrkesfartyg, bland annat för Chris-Craft Industries, Larson Boat Works, Trojan Yachts, Formula Boats och Donzi Marine och ofta tillsammans med båtkonstruktören Walt Walters (1926–2015).
Han var gift med Sharon Kirby Wynne.